# Škoda 41T
Škoda 41T (торгова назва ForCity Smart Bonn) — тип трамвая, серії Škoda ForCity, який з 2022 року випускає чеська компанія Škoda Transportation для SWB Bus und Bahn, яка управляє Боннським штадтбаном у Німеччині. 
«SWB Bus und Bahn» замовила загалом 28 одиниць.
Дизайн трамвая був удостоєний нагороди Red Dot Design Award в категорії Product Design 2024
.

## Дизайн
Модель Škoda 41T відноситься до модельного ряду ForCity Smart. 
Це двонаправлений, трисекційний, повністю низькопідлоговий трамвай. 
Крайні секції змонтовані на двох двовісних поворотних візках, між якими підвішена середня секція. 
Кабіни водія розташовані з обох боків вагону, доступ до них ззовні здійснюється через окремі двері. 
По обидва боки трамвая встановлено четверо подвійних дверей (двоє в середній секції та по одній у крайніх). 
Кожна з восьми осей приводиться в рух електродвигуном потужністю 70 кВт 
.

## Поставки
У грудні 2019 року «Škoda Transportation» виграла тендер, у якому громадська транспортна компанія «SWB Bus und Bahn» замовила 26 двонаправлених трамваїв довжиною 30 м з опціоном ще на дванадцять вагонів і постачанням запчастин на 25 років. 
За початковими замовленням, перші трамваї мали бути доставлені до Бонна в Німеччині у 2022 році 
. 
На місцевій трамвайній мережі мають повністю замінити весь рухомий склад 24 трамваїв R1.1 випуску 1994 року 
. 
Перший трамвай 41T був завершений влітку 2022 року, а в серпні цього року він пройшов випробування в кліматичному тунелі у Відні 
. 
У жовтні 2022 року він отримав номер 120 у Плзені 

і розпочав тест-драйв без пасажирів на місцевій трамвайній мережі 
. 
Вперше він з’явився на вулицях міста в ніч з 11 на 12 жовтня, а дебютував вдень 20 жовтня 2022 року . 
У 2022 році перевізник «SWB Bus und Bahn» скористався опціоном щодо контракту та замовив ще дві одиниці, крім 26 замовлених трамваїв 
. 
Перший трамвай № 2252 був відправлений виробником з Плзеню наприкінці січня 2023 року, а тестові рейси без пасажирів розпочалися в першій половині березня 2023 року 
. 